# Internazionali di Tennis Città di Forlì 2021
Gli Internazionali di Tennis Città di Forlì 2021 sono stati un torneo maschile di tennis giocato sulla terra rossa. È stata la 2ª edizione del torneo, facente parte della categoria Challenger 80 nell'ambito dell'ATP Challenger Tour 2021, con un montepremi di 44 820 €. Si sono giocati al Tennis Villa Carpena di Forlì, in Italia, dal 14 al 20 giugno 2021. Tra il novembre e il dicembre dello stesso anno si sarebbero disputate la terza e la quarta edizione del torneo (con la nuova denominazione Città di Forlì), che al contrario delle precedenti si sono giocate sui campi in cemento indoor del club forlivese.

## Partecipanti

### Teste di serie
| Nazionalità | Giocatore               | Ranking* | Testa di serie |
| ----------- | ----------------------- | -------- | -------------- |
| Paesi Bassi | Tallon Griekspoor       | 131      | 1              |
| Italia      | Alessandro Giannessi    | 159      | 2              |
| Italia      | Paolo Lorenzi           | 167      | 3              |
| Canada      | Steven Diez             | 190      | 4              |
| Turchia     | Cem İlkel               | 199      | 5              |
| Paesi Bassi | Robin Haase             | 205      | 6              |
| Argentina   | Tomás Martín Etcheverry | 220      | 7              |
| Francia     | Quentin Halys           | 223      | 8              |

* Ranking al 31 maggio 2021.

### Altri partecipanti
I seguenti giocatori hanno ricevuto una wild card per il tabellone principale:
- Jacopo Berrettini
- Flavio Cobolli
- Francesco Passaro

I seguenti giocatori sono entrati in tabellone usando il ranking protetto:
- Viktor Galović

I seguenti giocatori sono entrati in tabellone come alternate:
- Raul Brancaccio
- Orlando Luz

I seguenti giocatori sono passati dalle qualificazioni:
- Sebastian Fanselow
- Francesco Forti
- Lucas Gerch
- Thiago Agustín Tirante

## Punti e montepremi
| Torneo    | Torneo              | V     | F     | SF    | QF    | 2T  | 1T  | Q | Q2  | Q1  |
| Singolare | Punti               | 80    | 48    | 29    | 15    | 7   | 0   | 4 | 1   | 0   |
| Singolare | Premi in denaro (€) | 6 190 | 3 650 | 2 160 | 1 260 | 730 | 450 | – | 225 | 115 |
| Doppio    | Punti               | 80    | 48    | 29    | 15    | –   | 0   | – | –   | –   |
| Doppio    | Premi in denaro (€) | 2 670 | 1 550 | 930   | 550   | –   | 310 | – | –   | –   |

## Campioni

### Singolare
Mats Moraing ha sconfitto in finale  Quentin Halys con il punteggio di 3-6, 6-1, 7-5.

### Doppio
Sergio Galdós /  Orlando Luz hanno sconfitto in finale  Pedro Cachín /  Camilo Ugo Carabelli con il punteggio di 7-5, 2-6, [10-8].